# Ferdinand Hofmann
Ferdinand Hofmann z Grünpichlu a ze Střechova (psán též Grünbühelu či z Grünbüchlu) (10. října 1540 Štýrský Hradec – 23. března 1607 Janovice) byl český šlechtic rakouského původu, dvorní rada působící na dvoře císaře Rudolfa II., prezident dvorské komory, humanitní vzdělanec, kulturní mecenáš a bibliofil.

## Životopis
Pocházel ze štýrského rodu Hofmannů, jehož zakladatelem byl rytíř Georg Hofmann. Jeho otce Hanse Hofmanna (1492–1564) povýšil král Ferdinand I. do panského stavu, když mu věnoval titul svobodného pána z Grünbüchlu a Strechau. Také zastával úřad prezidenta dvorské komory a dědičný úřad hofmistra ve Štýrsku. Ferdinand se narodil jako nejmladší ze tří synů z manželství svého otce s Pudentianou z Rogendorfu. Jeho kmotrem byl samotný císař Ferdinand I. V nastupující epoše humanismu a renesance na počátku 16. století se zvýšily požadavky na výchovu a vzdělání, a tak se stejně jako jeho bratrům Adamovi a Hansovi i Friedrichovi dostalo nejlepšího vzdělání. Spolu s bratrem Hansem byli v péči preceptora Gabriela Svěchina z Pamberka na zámecké škole v Českém Krumlově. Gabriel Svěchina, bakalář pražské univerzity, kladl důraz na studium jazyků. Své žáky učil češtině, latině ale také náboženství, historii, etice a rétorice. Oba bratři pokračovali studiem na univerzitě v Padově pod vedením preceptora Mathiase Pyrscheria. Po studiích se nakrátko uchýlili do německých zemí. V této době se oba bratři definitivně přiklonili k reformaci a oba zůstali po celý život věrnými luterány.

### Politická kariéra
Po studiích se Ferdinand vrátil na rodové sídlo Strechau ve Štýrsku. Za pomoci vysokého postavení svého otce, začal postupně budovat svou politickou kariéru, která směřovala na císařský dvůr. Když bylo Ferdinandovi osmnáct let, získal úřad královského číšníka. V roce 1560 mu císař Ferdinand I. udělil úřad dědičného maršálka v Horních a Dolních Rakousích, který zastával spolu s bratrem Adamem. Na sklonku života jeho otce Hanse Hofmana zdědil úřad hejtmana na Vídeňském Novém Městě. Po otcově smrti zdědil úřad nejvyššího hofmistra ve Štýrsku. V roce 1568 se stal dolnorakouským vládním radou, a krátce poté radou dolnorakouské komory. O jeho vynikajících finančních a řečnických schopnostech svědčí, že se mu v roce 1573 podařilo přesvědčit salcburského arcibiskupa Jana Jakuba Khuena z Belasi, aby poskytl půjčku 50 tisíc zlatých na obranu země proti Turkům.
Vrchol jeho politické kariéry nastal za doby vlády Rudolfa II. Císař ho v roce 1576 jmenoval císařským dvorním a komorním radou. Funkce dvorského rady omezila jeho pobyt převážně na Prahu, čímž se vzdálil od svého působení na štýrských a rakouských statcích. Jako prezident dvorské komory stále častěji zajížděl na Moravu, kterou znal už z dob zdejšího působení jeho otce. V roce 1580 byl jmenován císařským tajným radou, prezidentem dvorské komory a poté i nejvyšším válečným radou. Měl tak přehled o celém hospodářství habsburské monarchie. Působil také jako prostředník mezi říšskými a českými politickými úřady, což nebyla vždy vděčná funkce.

### Odchod z císařského dvora
Když bylo v roce 1583 přemístěno centrum císařského dvora z Vídně do Prahy, staly se české země klíčovým centrem zápasu o moc mezi náboženskými skupinami a jejich politickým programem. Na konci 16. století se u císaře Rudolfa II. naplno projevila melancholie a deprese, čehož využil papežský nuncius Filippo Spinelli, který dokázal císaře přesvědčit, aby do nejvyšších úřadů v Čechách a na Moravě byli jmenování přední představitelé katolického tábora. Tím se v letech 1598–1599 dostali do vedoucích pozic katoličtí radikálové a zastánci protireformace, čímž mohl být zahájen razantní postup proti nekatolíkům v českých zemích. Trnem v oku zastánců protireformace byl i Ferdinand Hofmann, který patřil k nejpřednějším stoupencům protestantství v Čechách. Situace se vyhrotila, když měl Ferdinand na císařský rozkaz vyhnat všechny nekatolické kazatele ze svých panství. Ferdinand odmítl a odvolával se na zemské zákony, podle kterých má právo držet si kazatele pod obojí. Za neuposlechnutí císařova rozkazu na něj v roce 1594 podal stížnost arcibiskup Zbyněk Berka z Dubé. O tři roky později podal další stížnost, aby byl odstraněn kazatel podobojí Vít Huber a zároveň jmenoval Ferdinanda Hofmanna prvním nepřítelem katolické církve v Českých zemích. Ferdinand byl jediným nekatolíkem zastávajícím dvorské úřady, ale i přesto patřil k nejoblíbenějším úředníkům císaře Rudolfa II. a také váženou osobou u dvora. Ferdinand Hofmann byl v politických kruzích znám pro své vzdělání a tolerantní názory. Intriky nuncia Spinelliho však postupně zvětšovaly propast mezi Ferdinandem a císařem, až se pod stále narůstajícím nátlakem rozhodl ustoupit. Propustil svého kazatele Víta Hubera a zavřel protestantský kostel v Líbeznicích, ale ani to nezastavilo jeho vlastní pád, který přišel v roce 1600. Na doporučení nuncia Spinelliho byl do funkce prezidenta dvorské komory zvolen horlivý katolík Jakub Breuner. Ferdinand tím ukončil svou politickou kariéru a odešel na své panství v Janovicích u Rýmařova, kde pobýval až do své smrti.

### Janovice

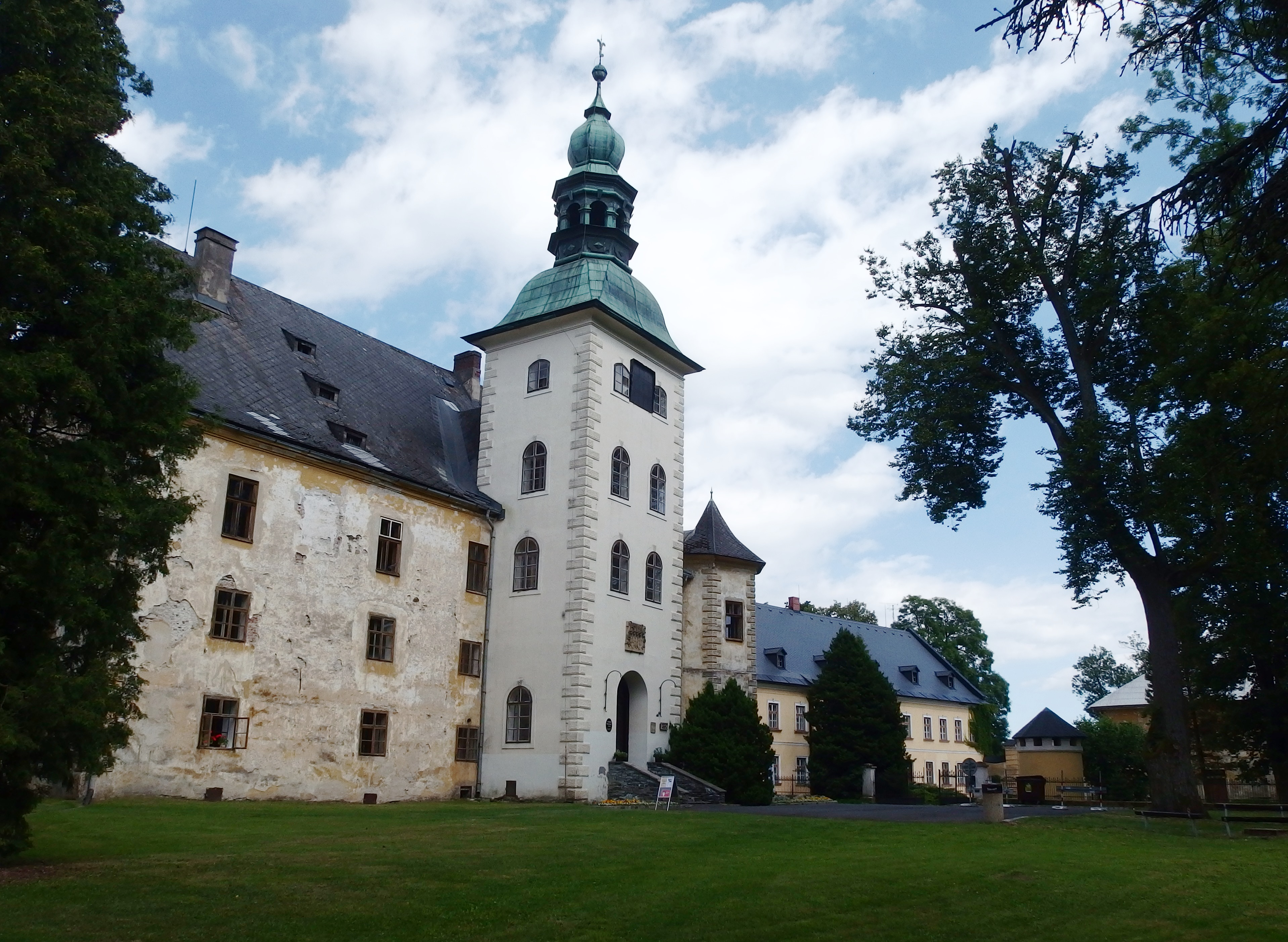
Janovický zámek

Ferdinand byl vynikající renesanční hospodář, který si dobře uvědomoval bohatství a potenciál severní Moravy. Janovické panství zažívalo pod Ferdinandovou správou dobu rozkvětu, kdy patřilo k nejvýnosnějším a nejmodernějším oblastí severní Moravy. Pod Ferdinandovu ochranu se uchýlila i část štýrských náboženských emigrantů prchajících před protireformací. Tím se na Janovice dostávali i významní odborníci, který byli Ferdinandovi nápomocni při správě a zvelebování panství. Ferdinand na zámku shromáždil působivou knihovnu a věnoval se literatuře a hudbě.
Zemřel na zámku v Janovicích dne 10. dubna 1607 ve věku 66 let. Jeho blízcí uctili jeho památku vydáním sborníčku krátkých latinských humanistických básní, který vytiskl v roce 1607 německý tiskař Pavel Sessius. Sbírka je uložená v Moravské zemské knihovně v Brně.

## Rodinný život
Jeho první manželkou se stala Anna Markéta svobodná paní z Harrachu, která však zemřela v roce 1584. Měli spolu pět dcer a pět synů. Dospělosti se dožil pouze syn Ondřej (Andreas) a dcery Potenciana, Anna a Alžběta. V roce 1586 se podruhé oženil s Eliškou purkraběnkou z Donína, vdovou po Kryštofovi z Vartemberka. Sňatkem získal panství Rohozec a polovinu Trutnova. Majetek však mohl převzít až po Eliščině smrti. Z manželství se narodila jedna dcera.
- Ondřej Hofmann (asi 1570–1617) – v roce 1603 se oženil s Johanou Apolenou svobodnou paní z Kolovrat, dcerou Volfa Novohradského. Po smrti svého otce zdědil všechny jeho statky a majetky a stal se pokračovatelem rodu Hofmannů. Jeho dědicem se stal syn Wolfgang Ferdinand (1607–1641)
- Anna – vdala se za Viléma Friedricha ze Žerotína na Starém Jičíně a Mořicích, přesvědčeného evangelíka a účastníka stavovského povstání. Po smrti Ondřeje Hofmanna se stala poručnicí jeho syna a dědice rodu Wolfganga Ferdinanda
- Potenciana
- Alžběta

## Majetek

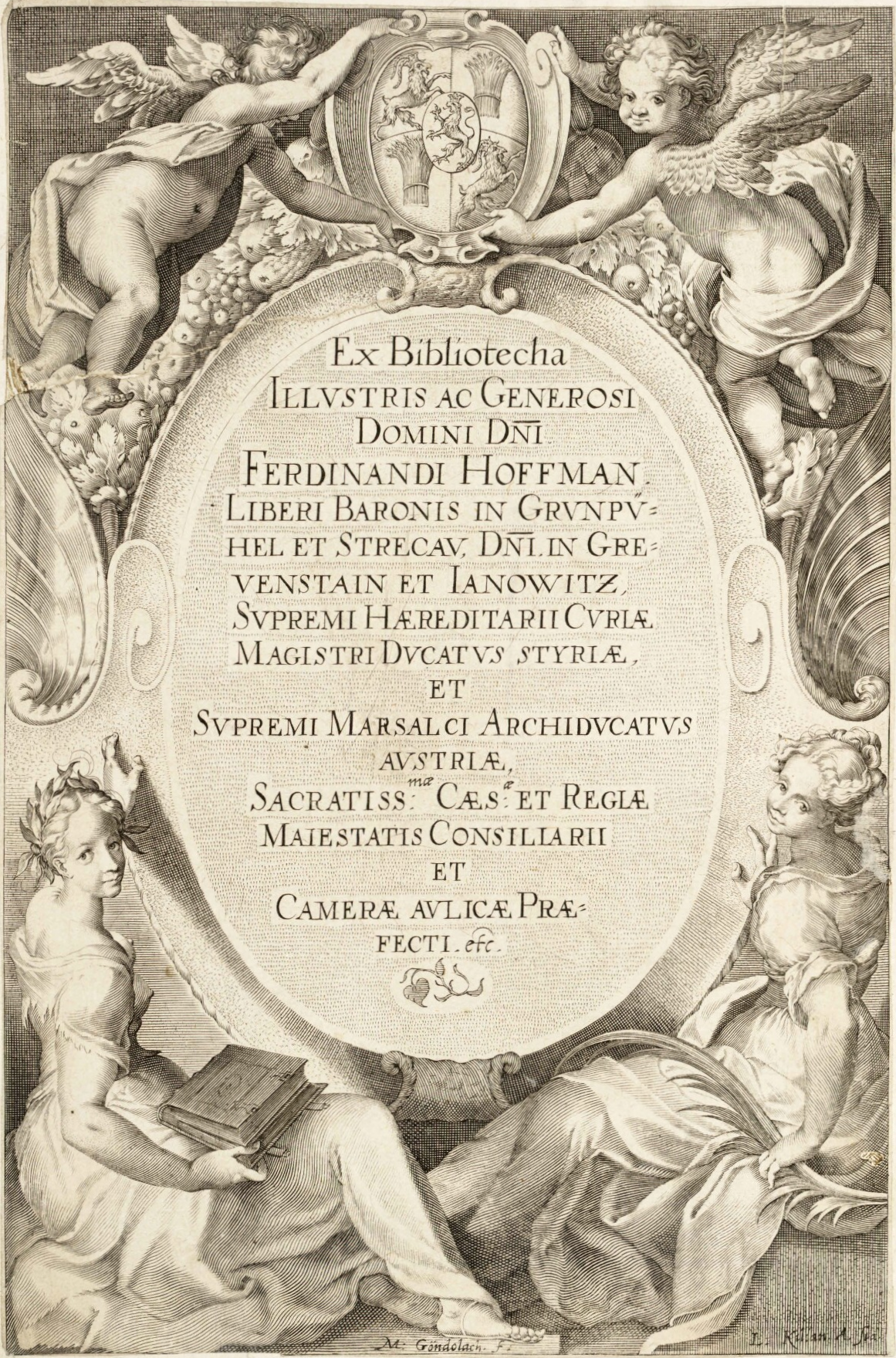
Ex libris Ferdinanda Hofmanna

V roce 1583 zakoupil rabštejnsko-janovické panství od Vavřince Edera ze Šťávnice na nějž od císaře získal dědičnou držbu. Jednalo se o pustý hrad Rabštejn a rabštejnské panství, pustý hrad Strálek, město Rýmařov a rýmařovské panství, Hankštejn a ves Janovice. V roce 1586 zakoupil severočeské panství Grabštejn spolu s hradem Grabštejn od Jiřího Mehla ze Střelic. Na sklonku života nechal Ferdinand přepsat grabštejnské panství na svou manželku Elišku, která se po jeho smrti provdala za svobodného pána Jana z Černhauzu.

### Janovice a Hofmannská knihovna
V roce 1586 začal s přestavbou janovické tvrze na renesanční zámek, který se mu po odchodu z císařského dvora stal azylem. Janovické panství bylo vlivem předchozích držitelů a jejich ledabylého vedení, které se soustředilo jen na těžbu drahých kovů, notně zanedbané. Ferdinand upustil od těžby stříbra v hankštejnských dolech a zaměřil se na těžbu a zpracování železné rudy. Železářskému podnikání záměrně přizpůsobil celou hospodářskou strukturu panství. K rozmachu přispěli i náboženští emigranti, kteří na Janovice utíkali před protireformací. Např. Vilém Hübmann, který zastával funkci císařského lesmistra v Hallstattu, vypracoval rozsáhlou vizitaci janovických lesů podle štýrských a rakouských lesních instrukcí. Za pomoci dalších spolupracovníků a rádců se Ferdinandovi podařilo realizovat postupnou hospodářskou reorganizaci panství, vedoucí k celkové prosperitě. Na zámku také vybudoval působivou knihovnu, která patřila k nejbohatším a nejhodnotnějším soukromým knihovnám. Ferdinand Hofmann se řadil mezi největší bibliofily rudolfínské doby. Nebyl však pouhým sběratelem, ale využíval je ke svému vzdělávání. Důkazem jeho zájmu o luteránskou víru bylo velké zastoupení teologických děl, kterých v knihovně zastávalo 1000 svazků. Celkem měla knihovna více než 4000 svazků. Ferdinand Hofmann knihy získával z různých zdrojů a v rozšiřování knihovny pokračovali i další mužští členové rodu. Nejcennější část Hofmannské knihovny tvořila sbírka knih norimberského měšťana Hieronyma Müntzera z Feldkirchenu a jeho zetě Hyeronyma Holzschuhera. Díla byla psána latinsky, česky, německy, ale i hebrejsky a arabsky. Strukturálně byla knihovna rozdělena podle jednotlivých oborů do 27 samostatných oddělení. Prvních 7 oddělení tvořila pro Ferdinanda nejdůležitější část knihovny, kde se nacházela významná náboženská díla. Další oddělen zahrnovaly témata jako jsou světské dějiny, politika, právo, rétorika, poezie, patrologie, lékařství, architektura, vojenství, hudba, aritmetika, geometrie a další. Nacházela se zde také díla zaměřená na geografii, cestování a přírodní vědy a své zastoupení měla i okultní literatura. Hofmannové své knihy nechávali vázat do zeleného pergamenu, který měl symbolický význam neboť připomínal rodové panství Grünbüchel neboli „Zelený vrch“. Do knih nechal Ferdinand vlepovat své ex libris, která používal ve čtyřech různých verzích.